# Kroll
Kroll – polski film sensacyjny z 1991 roku w reżyserii Władysława Pasikowskiego, będący jego reżyserskim debiutem.
Film otrzymał pięć nagród na 16. FPFF w Gdyni, w tym nagrodę specjalną jury i nagrodę za debiut. Zdobył dużą popularność wśród widzów - zgromadził w kinach około 450 tys. widzów, był także hitem kasowym w wypożyczalniach kaset wideo. Do dzisiaj uważany jest przez wielu za film kultowy.

## Fabuła
Marcin Kroll (Olaf Lubaszenko), żołnierz zasadniczej służby wojskowej, w tajemniczych okolicznościach dezerteruje z jednostki wojskowej na kilka dni przed pokazowymi manewrami. Dowództwo za wszelką cenę chce uniknąć nagłośnienia tego faktu, ponieważ nie ucichły jeszcze głosy domagające się wyjaśnienia samobójstwa „Chudego” (Tadeusz Szymków), innego szeregowego „kota”, nad którym znęcali się starsi żołnierze. Porucznik Arek (Bogusław Linda) otrzymuje rozkaz odnalezienia dezertera i sprowadzenia go do jednostki. Wyrusza nocą do rodzinnego miasteczka Krolla i do pomocy angażuje kaprala Wiadernego (Cezary Pazura).

## Obsada
Główne role w filmie zagrali: Bogusław Linda, Olaf Lubaszenko, Dariusz Kordek i Cezary Pazura.
- Marcin Kroll – Olaf Lubaszenko
- porucznik Arek – Bogusław Linda
- Kuba Berger – Dariusz Kordek
- Agata, żona Krolla – Ewa Bukowska
- kapral Edward Wiaderny – Cezary Pazura
- Marta, siostra Krolla – Agnieszka Różańska
- kapitan – Maciej Kozłowski
- szeregowy Tadeusz "Chudy" Chudziński – Tadeusz Szymków
- matka Krolla – Alicja Jachiewicz
- Meles, znajomy Bergera – Maciej Robakiewicz
- Młody – Andrzej Mastalerz
- Angela, żona Melesa – Lidia Popiel
- Jan Wojciech Poradowski
- Kapral – Piotr Siejka
- Kwatermistrz – Wojciech Walasik
- Bogunia – Robert Moskwa
- kolega Edwarda Wiadernego - Sławomir Sulej
- kolega Edwarda Wiadernego - Lech Dyblik
- kumpel Marcina Krolla - Dariusz Siatkowski
- stróż - Włodzimierz Musiał
- "Szczeniak", lekarz pogotowia, kolega Bergera i Krolla z liceum – Mariusz Żarnecki
- facet na recepcji - Edward Lubaszenko
- Agnieszka Mirowska, Tadeusz Falana, Bogumił Antczak, Tomasz Krupa, Eugeniusz Korczarowski, Hassairi Faycal, Wiesława Grochowska, Piotr Włodarski, Mariusz Pilawski, Paweł Witczak

## Produkcja
Zdjęcia kręcono w Poznaniu (Wyższa Szkoła Oficerska), Łodzi (m.in. Grand Hotel, osiedle studenckie Lumumbowo, aleja Włókniarzy).

## Nagrody
- 1991 – Bogusław Linda, Nagroda Jury 16. FPFF Gdynia
- 1991 – Władysław Pasikowski, nagroda za debiut reżyserski XVI FPFF Gdynia
- 1991 – Władysław Pasikowski, Nagroda specjalna jury nagroda specjalna Jury XVI FPFF Gdynia
- 1991 – Cezary Pazura, najlepsza drugoplanowa rola męska XVI FPFF Gdynia
- 1991 – Paweł Edelman, najlepsze zdjęcia XVI FPFF Gdynia

## Ciekawostki
- Przed nakręceniem filmu Władysław Pasikowski w roli Wiadernego widział Mirosława Bakę, lecz odmówił on zagrania szorstkiego kaprala. Krzysztof Pieczyński miał zagrać rolę kapitana, ale ostatecznie rolę otrzymał Maciej Kozłowski.
- Konsultantami z ramienia WP byli: gen. bryg. Zdzisław Głuszczyk, kpt. Adam Antczak i por. Mariusz Helak.
- W 2015 roku film poddano rekonstrukcji cyfrowej.